# Broken-Hearted Girl
A Broken-Hearted Girl Beyoncé Knowles hetedik kislemeze az I Am… Sasha Fierce című albumról. A dalt Knowles, Kenneth Bryan Edmonds, Mikkel S. Eriksen és Tor Erik Hermansen írta, melynek - Knowles mellett - a Stargate volt a producere.

## Megjelenés
A dal eredetileg a hatodik kislemez lett volna az albumról, de helyette Knowles a "Sweet Dreams"-t adta ki. Ez lett a hetedik kislemez az Amerikai Egyesült Államokban és ötödik az államokon kívül.
Kislemezként 2009. augusztus 29-én jelent meg Ausztráliában. Az Egyesült Királyságban a Platina kiadással egyidőben, november 2-án jelenik meg.

## Kritikák
A Pop Matters szerint a " zongora-ballada inkább Céline Dion, mint Aretha Franklin".

## Videóklip
A dalhoz készült klip 2009. június 16-án jelent meg az Above and Beyoncé (Video Collection & Dance Remixes)-en. A rendezője Sophie Muller volt, aki korábban Knowles "Déjà Vu" és "Ring the Alarm" című videóját is rendezte. Az Egyesült Királyságban 2009. szeptember 19-én debütált a 4Music csatornán.

## A kislemez dalai
Ausztrál kislemez
1. "Broken-Hearted Girl" - 4:39
2. "Broken-Hearted Girl" (Catalyst Remix) - 4:46

Német-Francia-Angol digitális letöltés
1. "Broken-Hearted Girl" - 4:38
2. "Broken-Hearted Girl" (Alan Braxe Remix - Radio Edit) - 3:29

Francia-Angol digitális letöltés - Single & Remixes
1. "Broken-Hearted Girl" (Gareth Wyn Remix) - 6:31
2. "Broken-Hearted Girl" (Gareth Wyn Remix [128 BPM] ) - 6:48
3. "Broken-Hearted Girl" (Alan Braxe Remix) - 4:18
4. "Broken-Hearted Girl" (Alan Braxe Dub Remix) - 7:01
5. "Broken-Hearted Girl" (Olli Collins & Fred Portelli Remix) - 6:36
6. "Broken-Hearted Girl" (Radio Edit) - 3:29

Német kislemez
1. Broken-Hearted Girl - 4:39
2. Video Phone - Extended Remix Lady Gaga közreműködésével - 5:04

## Fordítás
- Ez a szócikk részben vagy egészben  a   Broken-Hearted Girl című angol Wikipédia-szócikk fordításán alapul.  Az eredeti cikk szerkesztőit annak laptörténete sorolja fel. Ez a jelzés csupán a megfogalmazás eredetét és a szerzői jogokat jelzi, nem szolgál a cikkben szereplő információk forrásmegjelöléseként.